# Línea K (Metro de Los Ángeles)
La Línea K es una línea de tren ligero que forma parte del sistema del Metro de Los Ángeles. Fue inaugurada en su primer tramo el 7 de octubre de 2022 y recorre de norte a sur. Conecta los distritos de Crenshaw, Leimert Park, Inglewood y a Westchester de Los Ángeles, California. En 2026, conectará con el Aeropuerto Internacional de Los Ángeles vía tren autometrico SKYlink bajo construcción.

## Historia
El proyecto de la línea fue certificado el 22 de septiembre de 2011, teniendo aprobación para construir la línea de tren ligero con un presupuesto de 1.766 millones de dólares en enero de 2012. Se comenzó la pre-construcción en julio de 2012, y un aviso para proceder fue con esta emitido por Metro en septiembre de 2013. El 21 de enero de 2014 se celebró una ceremonia oficial de inauguración del proyecto, mismo día que comenzaron las obras. En noviembre de 2019 se le nombró como línea K y fue inaugurada el 7 de octubre de 2022 en el tramo comprendido entre las estaciones Expo/Crenshaw (en la cual tiene correspondencia con la línea E) y Westchester/Veterans.
En 2025 se inauguró dos estaciones con conexión al Aeropuerto Internacional de Los Ángeles (LAX/Metro Transit Center y Aviation/Century), mismas estaciones en las que tendrá correspondencia con la línea C.

### Extensión al Norte
Metro está estudiando la expansión de la línea K al norte de la estación Expo/Crenshaw, esto con el fin de conectarla con las líneas la B y D, llevándola al distrito turístico de Hollywood. Se espera un costo total de $120 mil millones de dólares para su construcción, se planea sea subterránea y comience su construcción en 2041 para comenzar con servicio en 2047. Se tienen tres posibles rutas:
- Opción 1: Por Fairfax Av, al oeste por el Beverly Bl, al norte por La Ciénaga hasta el Santa Mónica Bl donde se dirigirá al este, pasando por West Hollywood.
- Opción 2: Directo al norte por Fairfax Av.
- Opción 3: Directo al norte por La Brea Av, siendo la más directa a Santa Mónica Bl. y a Hollywood.

### Extensión a Torrance (South Bay Metro Light Rail Extension)
En 2024 el tramo sur de la línea C pasará a formar parte de la línea K, Metro estudia la expansión de la línea C hacia el sur llegando a la zona de Torrance. El proyecto lleva el nombre de South Bay Metro Light Rail Extension y al inaugurarse formará de la línea K. Se espera un costo máximo de $1.2 mil millones de dólares para su construcción, la cual iniciaría en 2026 y comenzaría a brindar servicio entre 2030 y 2033. Se tienen dos alternativas para su construcciones, ambas contemplan la creación de dos nuevas estaciones:
- Opción 1: Continuar a nivel de calle, con ruta paralela a la vía existente hasta la nueva estación terminal Torrance Transit Center, pasando por estación Redondo Beach Transit Center.
- Opción 2: Continuar de manera elevada hasta la nueva estación South Bay Galleria (ubicada frente al centro comercial del mismo nombre), para continuar de la misma forma e integrarse al nivel de calle hasta llegar a la nueva estación terminal Torrance Transit Center.

## Estaciones
| Estación                 | Conexiones                                                  | Apertura               | Ciudad        |
| ------------------------ | ----------------------------------------------------------- | ---------------------- | ------------- |
| Expo/Crenshaw            | Downtown Santa Monica - Atlantic                            | 7 de octubre de 2022   | Los Ángeles   |
| Martin Luther King Jr.   |                                                             | 7 de octubre de 2022   | Los Ángeles   |
| Leimert Park             |                                                             | 7 de octubre de 2022   | Los Ángeles   |
| Hyde Park                |                                                             | 7 de octubre de 2022   | Los Ángeles   |
| Fairview Heights         |                                                             | 7 de octubre de 2022   | Inglewood     |
| Downtown Inglewood       | SoFi Stadium                                                | 7 de octubre de 2022   | Inglewood     |
| Westchester/Veterans     | Metro Shuttle: 857                                          | 7 de octubre de 2022   | Inglewood     |
| LAX/Metro Transit Center | LAX/Metro Transit Center-Norwalk LAX Automated People Mover | 6 de junio de 2025     | Los Ángeles   |
| Aviation/Century         | LAX/Metro Transit Center-Norwalk                            | 3 de noviembre de 2024 | Los Ángeles   |
| Mariposa                 |                                                             | 12 de agosto de 1995   | El Segundo    |
| El Segundo               |                                                             | 12 de agosto de 1995   | El Segundo    |
| Douglas                  |                                                             | 12 de agosto de 1995   | El Segundo    |
| Redondo Beach            |                                                             | 12 de agosto de 1995   | Redondo Beach |